# Malpaís (banda)
Malpaís es un grupo de música costarricense.
Su estilo musical es folclórico con influencias de ritmos latinos variados.
Estaba integrado por ocho músicos:
- Fidel Gamboa (Nicoya, 6 de agosto de 1961 - 28 de agosto de 2011),
- Jaime Gamboa
- Iván Rodríguez
- Manuel Obregón (4 de octubre de 1961).
- Carlos Vargas
- Daniela Rodríguez
- Gilberto Jarquín y
- David Coto.

Tras la sorpresiva muerte de Fidel Gamboa, el grupo decidió poner fin a su carrera con un recital de despedida, celebrado el 18 de noviembre de 2011 en el Estadio Nacional (San José).
El 12 de octubre de 2013 regresaron a los escenarios con un recital en la explanada de la Antigua Aduana durante el Festival Internacional de Cine. Actualmente se encuentran activos.

## Integrantes

### Fidel Gamboa
Fue el director del grupo y la voz principal de Malpaís, hizo muchos de los arreglos y tocaba la guitarra y la flauta. Estudió clarinete y saxofón (en el Conservatorio de Castella) e Historia del Arte (en la Universidad de La Habana). En los años ochenta, como profesor en la Escuela de Música de la Universidad Nacional, promovió el Taller de Jazz de dicha institución, con el que estrenó muchas obras. También tocó saxofón con la Orquesta Sinfónica Nacional.
Desde finales de los años ochenta se ganó la vida componiendo música para publicidad, esto sin dejar de lado la música académica. A mediados de los noventa ganó el Premio Nacional Aquileo Echeverría en la rama de música por la obra Inhombre, para cuarteto de cuerdas, percusión y contralto. Tocó con Adrián Goizueta y el Grupo Experimental dando conciertos alrededor del mundo hasta 1998, cuando decidió cambiar el rumbo.
Compuso música para varios grupos como Trombones de Costa Rica o el Quinteto Miravalles. Participó en más de 30 discos. Su música fue grabada por artistas como Rubén Blades o Pedro Aznar.
Su último concierto fue el 27 de agosto de 2011 en el Club 212, en la ciudad de Heredia, para abrir el concierto del grupo guatemalteco Alux Nahual.
Murió el 28 de agosto de 2011, a los 50 años de edad, tras sufrir un infarto múltiple.

### Jaime Gamboa
Bajo eléctrico, coros y arreglos.
Participó en el Grupo Experimental de Adrián Goizueta (1951-). Ha participado en conciertos con reconocidos artistas como: Silvio Rodríguez, Luis Eduardo Aute, León Gieco, Mercedes Sosa, Chico Buarque, entre muchos otros.
Estudió Literatura y Lingüística, en la Universidad Nacional de Costa Rica.
En 2005, el periódico La Nación lo nombró «Personaje del Año en la Cultura».
Tiene más de 20 discos grabados con Adrián Goizueta, María Pretiz, Malpaís y otros.

### Iván Rodríguez
Violín, mandolina y coros
Iván fue uno de los primeros niños en ingresar al Programa Juvenil de la Orquesta Sinfónica Nacional (OSN). Siempre ocupó la primera fila en la Orquesta Sinfónica Juvenil, así como en la OSN, en la cual participó aproximadamente 15 años.
Participó en el Grupo Experimental de Adrián Goizueta, junto con Jaime y Fidel. Grabó discos en distintos países, entre ellos destacan: Holanda, Alemania, Grecia, España, Estados Unidos, Canadá, México, Ecuador, Argentina, entre otros.
En 2004, el periódico La Nación lo nombró «Personaje del Año en la Cultura». Ha grabado más de 20 discos con diferentes agrupaciones durante toda su vida.

### Manuel Obregón
Piano, teclados, marimba, acordeón, caracol y coros
Inicia estudiando piano a la edad de 7 años;  continúa sus estudios en el Conservatorio de la Universidad de Costa Rica y en el Real Conservatorio Superior de Música de Madrid. Realiza estudios de Jazz y Flamenco en el Aula de Música Moderna y Jazz con Jean Luc Vallet, en Barcelona (España), y posteriormente con Silvano Bazán en la Swiss Jazz School, en Berna (Suiza).
Es el fundador de la reconocida orquesta centroamericana: Orquesta de la Papaya. Con esto luego se creó Papaya Music, empresa que apoya a los artistas centroamericanos. Además de participar en este grupo el maestro Manuel Obregón ha participado en grupos como: Afro Cosmos, Cahuita, el Cuarteto Esporádico de Jazz, Góspel Caribe, Malpaís y muy recientemente con la Orquesta de Río Infinito, la cual ha reunido artistas de toda América y ha sido reconocida en el continente.
El maestro Manuel Obregón ha grabado muchos álbumes a lo largo de su vida, entre los que se destacan:
Piano solo (1992),
Concierto del farolito(1993),
Sortilegio(1994),
Piano y ángel ausente(1995),
Sin ton ni son (1996),
Pasión (1997),
Simbiosis (1998),
La isla de la pasión(1999),
Génesis(2000),
Om (2001),
Manuel Obregón y la Orquesta de la Papaya (2002), y
Wade in the water (2003).
Además, su versatilidad como músico le permitió colaborar en géneros tan diversos como el rock, dejando su huella al lado de grandes músicos nacionales, como es el caso de José Capmany, tanto en solitario como con la banda Café con Leche, donde colaboró en discos como
Burro en lancha (1991),
Un día cualquiera (1994) y
Canciones cotidianas (2000), entre otros.
En el año 2000 fue condecorado con el «Premio de la Crítica Musical» en New Orleáns, al mejor concierto de año y además fue declarado Ciudadano Honorario Internacional por el alcalde Marc H. Morial.
Entre 2010 y 2014 fue Ministro de Cultura y Juventud de Costa Rica bajo la administración de la expresidenta Laura Chinchilla y su partido, el PLN.

### CarlosTapaoVargas
Batería y percusión
Inició sus estudios en el Conservatorio de Castella. Forma parte de una generación talentosa de músicos como: Walter Flores, Lalo Rojas y Ramsés Araya, con quienes luego formó uno de los grupos costarricenses de jazz más importantes: el Sexteto de Jazz Latino.
"Tapado", junto con Edín Solís y Ricardo Ramírez, forma parte del reconocido grupo Éditus, el cual ganó un Grammy junto con el cantante Rubén Blades. Carlos Vargas ha compartido escenario con estrellas reconocidas como: Sting y Paul Simon. Además ha acompañado a personajes como: Pedro Aznar, León Gieco, entre otros muchos.
Su discografía supera los 40 discos grabados.

### Gilberto Jarquín
Batería
Desde joven fue reconocido como uno de los mejores, por esta razón formó parte de reconocidos grupos nacionales como Índigo. Además del rock también ha participado en otros géneros musicales, entre ellos R&B o el hip hop, junto con Sasha Campbell, con quien ha grabado varios discos.
Ha grabado con artistas como: Walter Flores, Luis Bonilla, Federico Miranda, entre otros. El jazz ha sido el género de referencia de Gilberto, el cual lo ha convertido en un elemento de referencia a nivel centroamericano, afianzándolo como uno de los mejores.

### Daniela Rodríguez
Voz y coros
Daniela es la hija de Iván, el violinista del grupo, y ha vivido en la música desde niña. Estudió violonchelo en el Instituto Nacional de la Música y realizó estudios de canto con diversos maestros. Comenzó a grabar desde que tenía 12 años, participando principalmente en proyectos de Fidel y de Iván: música para obras de teatro, danza y cine, así como jingles. Ha sido corista de Blues Latino, Allan Guzmán, Sasha Campbell, Bernardo Quesada y muchos artistas más. Grabó los coros en tres discos de Malpaís, antes de incorporarse al grupo de manera permanente.

### David Coto
Guitarra acústica.
A muy temprana edad comenzó a ser notoria su disposición y sensibilidad para la música. Pocos años después, en su adolescencia, ingresó al Conservatorio de Castella, institución de la cual se graduó con honores. Es el director del Festival de Guitarra de San José y desde abril de 2013, forma parte de banda costarricense Malpaís, convirtiéndose en el último integrante en ingresar al grupo.

## Exintegrantes
- Patricio Pato Barraza, de la banda Inconsciente Colectivo
- Bernardo Quesada

## Discografía
- 2002: Uno
- 2004: Historias de nadie.
- 2006: Malpaís en vivo.
- 2009: Un día lejano.
- 2009: La canción de Adán.
- 2010: Hay niños aquí.
- 2011: Volver a casa.
- 2018: Nada que olvidar.

## Enlaces
- Grupo Malpaís página oficial de la banda.
- Foro oficial de la Comunidad Malpaís
- Página de Malpaís en el sitio web MySpace.

- Datos: Q6744587